# سهیل ایوانی
سهیل ایوانی (زادهٔ اردیبهشت ۱۳۳۸ در کرمانشاه – درگذشتهٔ ۲۹ اردیبهشت ۱۳۸۱ در تهران) موسیقی‌دان، آهنگساز و نوازندهٔ کمانچه و ویلن اهل ایران بود.

## زندگی‌نامه
سهیل ایوانی در اردیبهشت ۱۳۳۸ در کرمانشاه در خانواده‌ای مذهبی متولد شد. از کودکی به موسیقی بسیار علاقه داشت. در پیدا شدن این علاقه، برادر بزرگش احمد که دستگاه‌ها و مایه‌های موسیقی سنتی ایرانی را به خوبی می‌شناخت، سهم بسزایی داشت، وی برای سهیل کتابچه تصنیفی خرید، اما چون سهیل هنوز به مدرسه نرفته بود، با کمک بزرگترها تمام تصنیف‌های این کتاب را فرا گرفت و می‌خواند. سهیل و برادر بزرگترش، محمدرضا ایوانی، در همان ایام کودکی با استفاده از خلاقیت خود تلاش بسیاری برای درست کردن ساز انجام می‌دادند، به‌طوری‌که موفق به ساختن‌سازی شبیه تار شدند، اما جو خانواده مذهبی و پدر با وجود آلات موسیقی در خانه مخالف بود.
اولین برخورد سهیل با ساز در سال‌های دبستان بود که با جمع‌آوری عیدی خود یک تمبک آهنی خرید و به صورت مخفی و دور از چشم پدر تمرینات مختصر و غیر جدی را آغاز نمود. در همان ایام، برادرش محمدرضا، سنتوری را که متعلق به دایی آن‌ها بود و در زیر زمین منزل نگهداری می‌شد و این دو برادر از سیم‌های آن برای درست کردن ساز استفاده می‌کردند، از زیرزمین خانه بیرون آورد و سر و سامانی به وضع آن بخشید و به همراهی تمبک آهنی سهیل شروع به نواختن سنتور و تمبک کردند.

در سال‌های اول دبیرستان سهیل با یکی از همکلاس‌هایش آشنا شد که برادر او در خانه فرهنگ موسیقی نزد محمود مرآتی مشغول فراگیری درس ویولن بود و بدین ترتیب سهیل دلباخته ساز ویولن شد. وی بر آن شد که بتواند نزد استاد به مشق ویولن بپردازد، اما بودجه کافی برای رفتن به کلاس و تهیه ساز را نداشت و از همه مهم‌تر پدر با وجود وضع مالی خوب با ساز و آلات موسیقی مخالف بود. سهیل برای رسیدن به هدف خود که دیگر به خاطرش سر از پا نمی‌شناخت و از وجود هر مانعی بر سر راه خود نمی‌هراسید، دوچرخه لوکس و زیبای خود را که پدر برایش خریده بود فروخت و با این پول در کلاس ویولن خانه فرهنگ شماره یک موسیقی ثبت نام کرد و دوره یک‌ماهه تئوری موسیقی را گذراند و با امید هر چه بیشتر دوره یک‌ماهه نت را هم به اتمام رساند، دو ماه بعد هم گذشت و در این مدت ساز برای تمرین در خانه نداشت، فقط گاهی با رفتن به منزل دوستش از ویولن او برای تمرین مشق‌های خود استفاده می‌کرد. وی در خلال این مدت درس‌هایی را که استاد مرآتی به او می‌داد با ویولن خوب اجرا می‌کرد، به‌طوری‌که موجب شگفتی استاد شده بود. سرانجام پس از مدتی که بدون ساز به کلاس می‌رفت با مرارت‌های زیاد پدر را به پرداختن پول ساز قانع نمود. خودش می‌گوید: 

هیچ وقت شبی را که ویولن خریدم تا آخر عمر از یاد نمی‌برم و وقتی که سیصد تومان پول را از پدر گرفتم، شتابان به خانه دوستم رفته و به همراهی برادر دوستم با عجله زیاد که نکند مغازه تعطیل شود خود را به مغازه رساندیم و بلافاصله پول را روی میز مغازه گذاشتم و گفتم: آقا یک ویولن خوب و خوش صدا بدهید.
بعد از خرید ویولن مجدداً به خانه دوستم رفتم تا ساز را کوک کند، که تمام این لحظات تا تنها شدن من و سازم عمری طولانی گذشت و وقتی که از آن‌ها خداحافظی کردم، ویولن را سخت در آغوش گرفته و با آن حرف می‌زدم تا به خانه رسیدم. آن شب حتی یادم رفت که شام بخورم و در اتاقی با سازم تنها مشغول راز و نیاز شده و موقع خوابیدن با اعتراض بقیه خواهر و برادرها به بستر خواب رفتم ولی خوابم نمی‌برد و تا صبح چندین مرتبه بیدار شدم، هر بار در جعبه ویولن را باز می‌کردم، خوب تماشایش می‌کردم و حتی آن را می‌بوسیدم و با آن صحبت می‌کردم و سرجایش می‌گذاشتم.

## فعالیت حرفه‌ای
در همان سال‌های اول دبیرستان افتخار تمرین مشق ویولن نزد محمود مرآتی و تشویق‌ها و راهنمایی‌های وی، عزم او را در به ثمر رسیدن هر چه بیشتر جزم می‌کرد، تا اینکه در سال ۵۶–۱۳۵۵ در کنکور سراسری آزمون باربد که به همت نورعلی خان برومند برگزار شد، در رشته کمانچه مقام اول کشور را کسب کرد و جایزه و لوح یادبودی با امضای استاتیدی نظیر علی اکبر شهنازی، داریوش صفوت، مهدی برکشلی، مهدی فروغ و علی تجویدی از دست علی‌اکبر شهنازی دریافت نمود. وی یک سال بعد به دلیل انقلاب فرهنگی و تعطیلی دانشگاه، به کرمانشاه بازگشت و در این ایام به فعالیت در اداره ارکستر سنتی صدا و سیمای کرمانشاه و ساخت و تنظیم قطعات محلی کردی و همچنین تمرین سازهای غیر تخصصی خود از قبیل سه تار، تار، دف، ضرب، دهل، بم‌تار و … پرداخت. او مجدداً در سال ۱۳۶۴ به تهران بازگشت و تجارب خود را از طریق همکاری با ارکستر بزرگ رادیو و کنسرت‌های متعدد و کسب فیض از محضر استادان برجسته موسیقی که در تهران بودند، کامل نمود.
سهیل ایوانی عشق خاصی به مجتبی میرزاده و محمود مرآتی داشت. وی از بین استادانی که او را در پیشبرد اهدافش یاری رسانده بودند مجتبی میرزاده را از همه دلسوزتر ومفید تر و به نوعی مرشد خود می‌دانست.
سهیل ایوانی ساز کمانچه را به خاطر اصالت ایرانی بودنش ساز تخصصی خود می‌دانست و تسلط کاملی در نواختن ویولن، کمانچه، سه تار، تار، بم‌تار، تنبک، دف، دهل و سنتور داشت، و در طول آثاری که با تنظیم‌های او ارائه می‌شد، از تمام این سازها هم‌زمان استفاده می‌نمود و می‌نواخت، که در آثاری چون خیال خوبان با صدای ملک مسعودی، سرمستان و راز گل با صدای علیرضا افتخاری، بیدلان با صدای منوچهر طاهرزاده، شور شیرین با صدای محمدرضا دارابی، پاییزه با صدای علاءالدین باباشهابی و آثار متعدد دیگر مشهود است. او در طول دوران فعالیت حرفه‌ای خود، در بین هنرمندان زبانزد شده و درباره‌اش می‌گفتند: سهیل ایوانی به تنهایی یک ارکستر کامل را تشکیل می‌داد.
وی کنسرت‌های متعددی را در داخل و خارج از کشور با گروه‌های مختلف اجرا نمود، که از آن جمله می‌توان به اجرای کنسرت در کشور ژاپن در سال ۱۹۹۰ میلادی به همراه ارکستر صدا و سیما و کنسرت دو نوازی با هابیل علی اف به عنوان نوازنده سه‌تار، در سفری که هابیل علی‌اف به ایران داشت، اشاره کرد.
سهیل ایوانی در طی حدود ۲۵ سال تلاش بی‌وقفه در عرصه موسیقی سنتی و محلی ایران بیش از ۳۰ آلبوم موسیقی از خود به یادگار گذاشت. او همچنین عضو کمیته سازهای ایرانی و آهنگسازان بود.
وی سرانجام در روز یکشنبه ۲۹ اردیبهشت ۱۳۸۱ درگذشت و در قطعه هنرمندان بهشت زهرای تهران به خاک سپرده شد.